# Aleksandr Pavlov
Aleksandr Pavlov   (Sovetsk, 9 de juliol de 1973) és un lluitador belarús, ja retirat, especialista en lluita grecoromana, que va competir durant la dècada de 1990.
El 1996 va prendre part en els Jocs Olímpics d'Estiu d'Atlanta, on guanyà la medalla de plata en la categoria del pes minimosca del programa de lluita grecoromana. En el seu palmarès també destaca una medalla de plata al Campionat del món de lluita de 1994.